# Joseph Osei-Bonsu
Joseph Osei-Bonsu (Jamasi, Gana, 8 de fevereiro de 1948) é bispo de Konongo-Mampong.

## Biografia
Joseph Osei-Bonsu recebeu o Sacramento da Ordem em 3 de agosto de 1975. Em 3 de março de 1995, o Papa João Paulo II o nomeou Bispo de Konongo-Mampong. O Prefeito da Congregação para a Evangelização dos Povos, Cardeal Jozef Tomko, o consagrou em 28 de maio do mesmo ano; Os co-consagradores foram o Bispo de Ho, Francis Anani Kofi Lodonu, e o Arcebispo de Tamale, Gregory Ebolawola Kpiebaya. A posse aconteceu no dia 11 de novembro. 